# Вебсайт

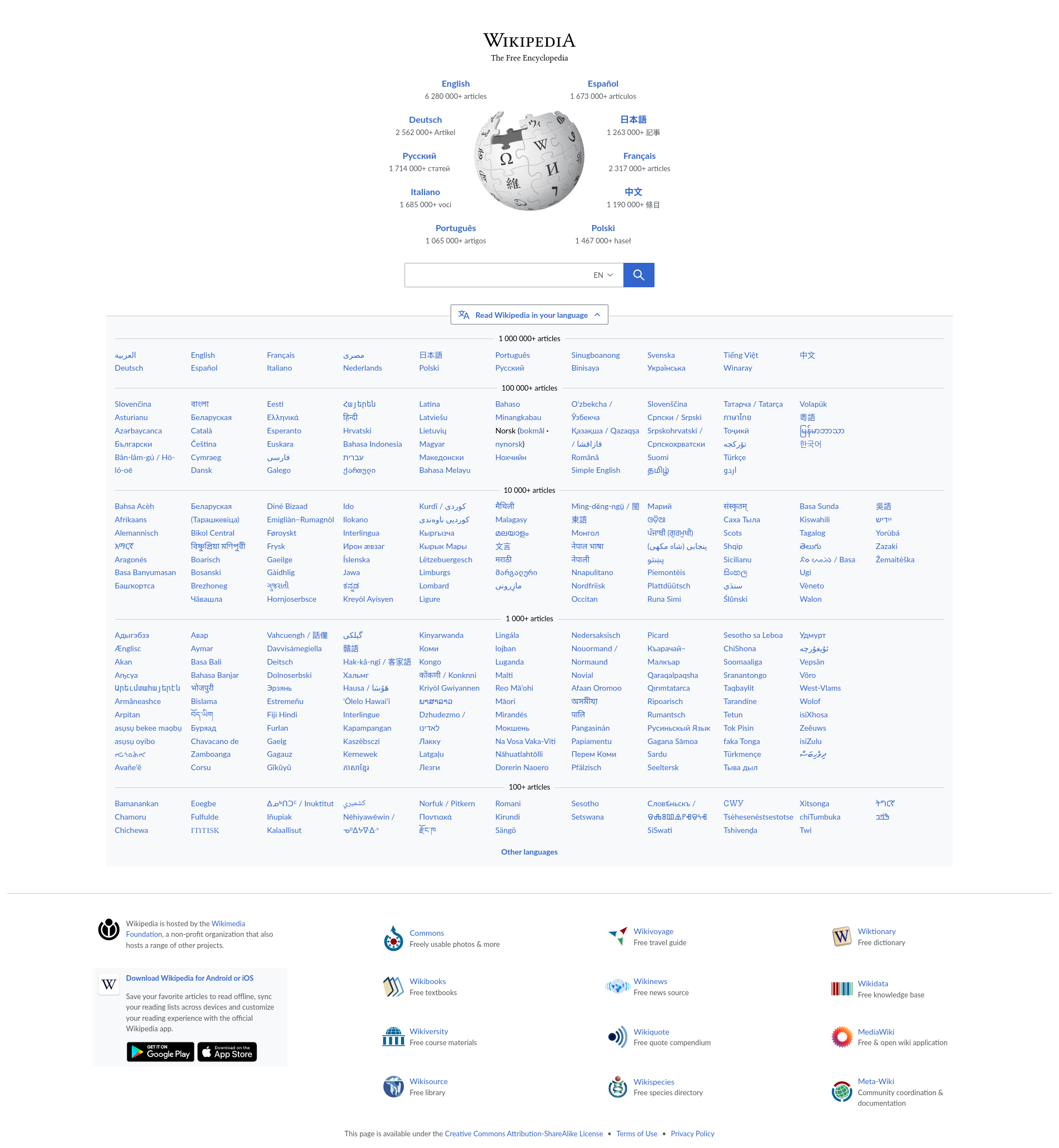
Головна сторінка багатомовного порталу Вікіпедії — Wikipedia.org

Найбільші пошукові платформи

Вебса́йт або сайт (англ. website, від web (веб) і site (місце)) — сукупність вебсторінок та залежного вмісту, доступних у мережі Інтернет, які об'єднані як за змістом, так і за навігацією під єдиним доменним ім'ям. Фізично сайт може розміщуватися як на одному, так і на кількох серверах.
Сайтом також називають вузол мережі Інтернет, комп'ютер, за яким закріплена унікальна ІР-адреса, і взагалі будь-який об'єкт в Інтернеті, за яким закріплена адреса, що ідентифікує його в мережі (FTP-site, WWW-site тощо).
Набір зв'язаних між собою інформаційних онлайнових ресурсів, призначених для перегляду через комп'ютерну мережу за допомогою спеціальних програм — браузерів. Вебвузол може бути набором документів в електронному вигляді, онлайновою службою.

## Історія
Перший у світі сайт info.cern.ch з'явився в 1990 році. Його створив Тім Бернерс-Лі — батько сучасного інтернету. Автор опублікував на своєму сайті опис нової технології WWW (World Wide Web), заснований на протоколі передачі даних HTTP, системі адресації URI і мові розмітки HTML. Також на ресурсі було описано принципи встановлення та роботи серверів і браузерів. Сайт став першим у світі інтернет-каталогом, на якому Тім Бернерс-Лі розмістив гіперпосилання на інші інтернет-ресурси, що розпочали своє існування.
У лютому 2009 року компанія Netcraft, що займається моніторингом Інтернету та відстежує зростання Веб із 1995 року, повідомила, що існує 215 675 903 вебсайтів із доменними іменами та вмістом у 2009 році, порівняно з лише 19 732 вебсайтами в серпні 1995 року. Після досягнення 1 мільярда вебсайтів у вересні 2014 року, етапу, підтвердженого Netcraft у своєму огляді веб-серверів за жовтень 2014 року, і про який Internet Live Stats першим оголосив — як свідчить цей твіт від самого винахідника Всесвітньої павутини, Тіма Бернерса-Лі — кількість вебсайтів у світі згодом зменшилася, повернувшись до рівня нижче 1 мільярда. Це відбулося через щомісячні коливання у підрахунку неактивних вебсайтів. Кількість вебсайтів продовжила зростати до понад 1 мільярда до березня 2016 року і продовжує зростати відтоді. Огляд веб-серверів Netcraft у січні 2020 року повідомив, що існує 1 295 973 827 вебсайтів, а в квітні 2021 року повідомив, що існує 1 212 139 815 сайтів на 10 939 637 комп'ютерах, доступних через Інтернет, та 264 469 666 унікальних доменів. За оцінками, 85 відсотків усіх вебсайтів неактивні.

## Рейтинг сайтів за популярністю
Популярність сайтів визначається кількістю відвідувачів, що переглянули принаймні одну сторінку. Нижче наведені списки сайтів за даними компанії Alexa Internet. Необхідно зазначити, що існують різні системи рейтингування сайтів.
Дані станом на 04.05.2021.

### У світі
1. «Google» (google.com) — пошукова система та мультисервісний портал.
2. «YouTube» (youtube.com) — відеохостинг.
3. «Tmall» (tmall.com) — китайський інтернет-магазин преміумтоварів, колишній підрозділ Taobao.
4. «Baidu.com» (baidu.com) — китайський пошуковик.
5. «QQ.COM» (qq.com) — найбільший китайський мультисервісний портал.
6. «Sohu» (кит.: 搜狐, sohu.com) — найбільший китайський інтернет-ЗМІ.
7. «Facebook» (facebook.com) — найбільша у світі соціальна мережа.
8. «Taobao» (taobao.com) — китайський інтернет-магазин.
9. 360.cn
10. Jd.com
11. Amazon.com
12. «Yahoo!» (yahoo.com) — пошукова система і мультисервісний портал.
13. «Wikipedia» (wikipedia.org) — вільна енциклопедія.
14. Weibo.com
15. Zoom.us
16. Sina.com.cn
17. Xinhuanet.com
18. Live.com
19. Reddit.com
20. Netflix.com

## Статичний вебсайт
Статичний вебсайт — це сайт, веб-сторінки якого зберігаються на сервері у форматі, що надсилається клієнтському веб-браузеру. Він насамперед кодується мовою гіпертекстової розмітки (HTML); Каскадні таблиці стилів (CSS) використовуються для контролю вигляду поза базовим HTML. Зображення зазвичай використовуються для створення бажаного вигляду та як частина основного вмісту. Аудіо чи відео також можна вважати "статичним" вмістом, якщо вони відтворюються автоматично або загалом не є інтерактивними. Цей тип вебсайту зазвичай відображає однакову інформацію для всіх відвідувачів. Подібно до роздачі друкованої брошури клієнтам, статичний вебсайт зазвичай надає постійну, стандартну інформацію протягом тривалого періоду часу. Хоча власник вебсайту може періодично оновлювати його, це ручний процес редагування тексту, фотографій та іншого вмісту, і може вимагати базових навичок веб-дизайну та програмного забезпечення. Прості форми або маркетингові приклади вебсайтів, такі як "класичний вебсайт", "п'ятисторінковий вебсайт" або "вебсайт-брошура", часто є статичними вебсайтами, оскільки вони представляють заздалегідь визначену, статичну інформацію користувачеві. Це може включати інформацію про компанію та її продукти й послуги через текст, фотографії, анімації, аудіо/відео та навігаційні меню. Статичні вебсайти все ще можуть використовувати серверні включення (SSI) для зручності редагування, наприклад, спільне використання спільної панелі меню на багатьох сторінках. Оскільки поведінка сайту для читача все ще залишається статичною, це не вважається динамічним сайтом.[джерело?]

## Динамічний вебсайт

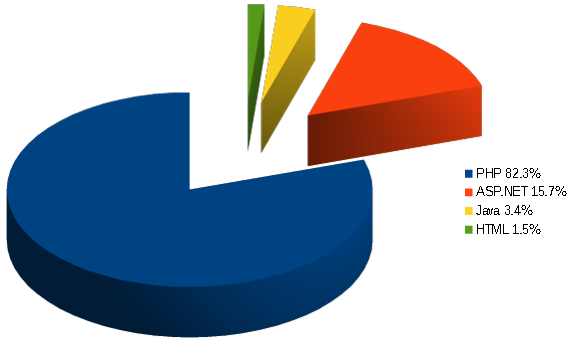
Використання серверних мов програмування у 2016 році

Динамічний вебсайт — це сайт, який часто й автоматично змінюється або налаштовується. Динамічні сторінки на стороні сервера генеруються "на льоту" комп'ютерним кодом, який створює HTML (CSS відповідають за зовнішній вигляд і, отже, є статичними файлами). Існує широкий спектр програмних систем, таких як CGI, Java Servlets та Java Server Pages (JSP), Active Server Pages та ColdFusion (CFML), які доступні для створення динамічних веб-систем та динамічних сайтів. Різні Веб-фреймворки та Системи веб-шаблонів доступні для мов програмування загального призначення, як-от Perl, PHP, Python і Ruby, щоб зробити створення складних динамічних вебсайтів швидшим і простішим. 
Сайт може відображати поточний стан діалогу між користувачами, відстежувати змінну ситуацію або надавати інформацію, певним чином персоналізовану відповідно до вимог окремого користувача. Наприклад, коли запитується головна сторінка новинного сайту, код, що виконується на веб-сервері, може об'єднати збережені фрагменти HTML з новинними історіями, отриманими з бази даних або іншого вебсайту через RSS, щоб створити сторінку, яка включає найновішу інформацію. Динамічні сайти можуть бути інтерактивними за допомогою HTML-форм, зберігання та зчитування кук браузера, або шляхом створення серії сторінок, які відображають попередню історію кліків. 
Іншим прикладом динамічного вмісту є ситуація, коли роздрібний вебсайт з базою даних медіапродуктів дозволяє користувачеві ввести пошуковий запит, наприклад, для ключового слова Бітлз. У відповідь вміст веб-сторінки спонтанно змінюється порівняно з тим, як вона виглядала раніше, і відображає список продуктів Бітлз, таких як CD, DVD та книги. Динамічний HTML використовує код JavaScript, щоб інструктувати веб-браузер, як інтерактивно модифікувати вміст сторінки. Один із способів імітації певного типу динамічного вебсайту, уникаючи при цьому втрати продуктивності при запуску динамічного рушія для кожного користувача або для кожного з'єднання, полягає в періодичному автоматичному регенеруванні великої серії статичних сторінок.[джерело?]

## Програмне забезпечення вебсайтів
Обов'язковим для функціонування будь-якого вебсайту є вебсервер. Для вебсайтів, які є складнішими, ніж просто набір статичних вебсторінок, для керування контентом використовується система управління вебконтентом.